# Abbey Theatre
53°20′54″N 6°15′26″V / 53.34833°N 6.25722°V
Abbey Theatre (National Theatre of Ireland og Irlands nationalteater) er et teater i Dublin, Irlands hovedstad. Det slog første gang dørene op for publikum den 27. december 1904, og selv om bygningen blev flammernes bytte i 1951, har det spillet næsten uafbrudt. Det var det første statsstøttede teater i den engelsktalende verden, da det fra 1925 modtog et årligt tilskud fra Den irske fristat.
I de tidlige år var Abbey Theatre tæt knyttet til forfattere fra den keltiske renæssance. Mange af dem var med til at grundlægge det og fik stykker opført her. Abbey Theatre blev rugekasse for mange af det 20. århundredes førende irske forfattere og skuespillere. Det blev i kraft af mange udenlandske turneer især til Nordamerika en vigtig del af den irske turistindustri.

## Grundlæggelsen af Abbey Theatre
Grundlæggelsen af Abbey Theatre kan tilskrives tre faktorer:
1. Det betydningsfulde teater, Irish Literary Theatre, blev grundlagt i 1899 af Lady Gregory, Edward Martyn og William Butler Yeats med hjælp fra George Augustus Moore. Det havde præsenteret en række anmelderroste stykker i Dublins Gaiety Theatre, om end de kun nød begrænset interesse fra det almindelige teaterpublikum.
2. To irske brødre William og Frank Fay. William arbejdede i 1890'erne hos en gruppe, som turnerede i Irland, Skotland og Wales, mens Frank var dybt involveret i amatørteater i Dublin. Efter Williams hjemkomst til Dublin begyndte brødrene at opføre produktioner i forskellige sale rundt om i byen, og til sidst skabte de W. G. Fay's Irish National Dramatic Company, som fokuserede på udviklingen af skuespillertalenter i Irland. I april 1902 gav brødrene tre opførelser af Deirdre og Cathleen Ní Houlihan, skrevet af henholdsvis George William Russell og Yeats i St Theresa's Hall i Dublin. Stykkerne, som blev opført for et publikum især fra arbejderklassen, var store succeser; ikke mindst fordi Maud Gonne spillede hovedrollen.
3. Annie Elizabeth Fredericka Horniman, som kom fra England, havde erfaring med teaterproduktioner som George Bernard Shaws Arms and the Man i London i 1894. Hun kom til Dublin i 1903, og fungerede som Yeats' ulønnede sekretær og kostumemager ved en opsætning af hans The King's Threshold. Det var hendes formue, der skabte Abbey Theatre.

I lyset af succeserne fra St Theresa's Hall blev the Irish National Theatre Society grundlagt i 1903 finansieret af Horniman og med Yeats som formand. I begyndelsen blev stykkerne opført i Molesworth Hall. Men da Hibernian Theatre of Varieties på Lower Abbey Street og en nabobygning i Marlborough Street blev ledige, fordi brandmyndighederne lukkede dem af sikkerhedsmæssige årsager, enedes Horniman og Fay om at købe og ombygge dem, så de opfyldte kravene. Den 11. maj 1904 blev Hornimans forslag om at benytte bygningen til teater accepteret af the Irish National Theatre Society. Men da Horniman ikke boede fast i Irland, blev det nødvendige patent udstedt til lady Gregory. Fay blev bestyrer med ansvaret for at uddanne skuespillerne i truppen. Yeats' bror Jack Yeats blev ansat til at male portrætter af alle de ledende skikkelser i the Irish National Theatre Society til foyeren, og Sarah Purser udformede glasmosaikker der.
Den 27. december gik tæppet for første gang: der blev opført tre forestillinger: On Baile's Strand og Cathleen Ní Houlihan af Yeats samt Spreading the News af lady Gregory. Anden aften blev programmet ændret, så et af Yeats' stykker blev erstattet af In the Shadow of the Glen af Synge; og der blev fem aftener vekslet mellem de to programmer. Frank Fay, som spillede Cúchulainn i On Baile's Strand, var den første skuespiller, som stod på Abbey Theatres scene. Hverken Horniman eller lady Gregory var til stede. Horniman var i England, og hendes primære funktion i de næste år var  at skaffe omtale og varetage booking i forbindelse med de produktioner, der turnerede i London og provinsen. I 1905 besluttede Yeats, lady Gregory og Synge at omdanne teatret til et Limited liability company uden først at konsultere Horniman. Det irriterede hende, så hun ansatte en tidligere ansat ved Abbey Theatre Ben Iden Payne til at hjælpe sig med at lede en ny teatergruppe, som hun startede i Manchester.

## De tidlige år
Abbey Theatre fik snart succes, og forestillingerne var næsten altid godt besøgt. Det var en fordel, at det i Synge havde en af tidens fremmeste engelsksprogede dramatikere som nøglemedlem. Teateret opførte også stykker af veletablerede forfattere som Yeats, lady Gregory, Moore og Martyn og nye  som Padraic Colum, Oliver St John Gogarty, F. R. Higgins, Thomas MacDonagh, T. C. Murray og Lennox Robinson. Mange af dem sad også i bestyrelsen, og teateret fik ry som "forfatternes teater".
Men begivenhederne tog en skæbnesvanger drejning i januar 1907 ved opførelsen af Synges The Playboy of the Western World.  Stykket medførte optøjer blandt publikum, delvist opildnet af nationalister, som mente, at teateret ikke var tilstrækkeligt politisk, og at Synges brug af ordet 'shift' (på dansk 'chemise') i stykket udgjorde et symbol på sex uden for ægteskabet og således en krænkelse af irske kvinders dydighed. Resten af stykket blev opført uden ord. Nationalisterne følte sig desuden provokeret af en beslutning om at tilkalde politiet. Selv om pressen hurtigt vendte sig imod optøjerne, og selv om protesterne (the Playboy Riots) svandt, var teateret rystet, og Synges' næste og sidste stykke The Tinker's Wedding fra 1908 blev aldrig opført af frygt for uro.
Samme år ophørte Fay-brødrenes tilknytning til teateret, da de emigrerede til De Forenede Stater. Den daglige ledelse blev overladt til Lennox Robinson. Den 7. maj 1910, da alle andre teatre i byen lukkede i respekt for den døde kong Edvard 7., holdt Robinson Abbey Theatre åbent. Forholdet til Horniman var allerede usikkert, og da hun hørte om Robinsons beslutning, afbrød hun sin forbindelse med teateret. Hun mente selv at have brugt £10.350 ( ca. 6 millioner kr.) på projektet.
Med tabet af Horniman, Synge og brødrene Fay var Abbey Theatre under Robinson overladt til at drive med strømmen og oplevede mindre interesse fra publikum og dalende billetsalg. Det blev bremset med fremkomsten af Sean O'Casey, Synges arvtager. O'Caseys karriere som dramatiker begyndte med The Shadow of a Gunman på Abbey Theatre i 1923. Det blev fulgt af Juno and the Paycock (1924) og The Plough and the Stars (1926). Det resulterede imidlertid i optøjer, som mindede om dem 19 år tidligere. Grundet publikums reaktion afviste teateret O'Caseys næste stykke, og han emigrerede kort efter.

## Abbey Theatre efter Yeats
I 1924 tilbød Yeats og lady Gregory at overdrage Abbey Theatre til den irske stat som en gave til folket. På trods af modvilje modtog staten gaven på grund af teatrets engagement i stykker på irsk. Teateret blev i 1925 det første teater i den engelsktalende verden, som blev styret af staten. I de næste år kom en skuespillerskole (the Abbey School of Acting) og en balletskole (the Abbey School of Ballet). Balletskolen, som lukkede i 1933, blev ledet af Ninette de Valois, der også var koreograf ved en række af Yeats' stykker. 
Nu begyndte teateret at mangle plads, og et lille eksperimentalteater the Peacock blev etableret i etagen under Abbey Theatre. I 1928 grundlagde Hilton Edwards og Micheál MacLiammoir et teater, the Gate Theatre, der først brugte Peacoocks scene til stykker af centrale europæiske og amerikanske dramatikere. Gate Theatre søgte efter materiale af irske forfattere. En bestemt hændelse illustrerer, hvordan Abbey Theatre var i  kunstnerisk forfald: Da Denis Johnston tilbød Abbey Theatre sit første stykke, Shadowdance, blev det afvist af Lady Gregory og returneret med ordene "The Old Lady says No" ("den gamle dame siger nej") på titelbladet. Johnson besluttede at omdøbe stykket, og i 1928 blev det opført af Gate Theatre på Peacock-scenen – under titlen The Old Lady says No!.
"Forfatternes teater" overlevede med nød og næppe de næste år. Fx sad Frank O'Connor med i bestyrelsen fra 1935 til 1939; fra 1937 med status som daglig leder. Han sørgede for opsætningen af to stykker. Desværre blev han tvunget til at træde tilbage efter Yeats' død. Gennem 1940'erne og 1950'erne blev teaterets indkomst hentet hjem af farcer og komedier i et idealiseret bondesamfund. Tilbagegangen fortsatte. Det ville have været endnu værre, hvis ikke populære skuespillere som F. J. McCormick og dramatikere som George Shiels kunne trække publikum til Abbey Theatre. En anden kilde til indtægt var Austin Clarkes Dublin Verse Speaking Society, der senere blev omdøbt til The Lyric Theatre. Det lejede sig ind hos Peacock fra 1941 til 1944 og hos Abbey Theatre fra 1944 til 1951.
Den 18. juli 1951 blev bygningen, som husede Abbey Theatre, ødelagt af en brand, og kun Peacock på underetagen overlevede. Det lejede  sig  i september ind hos det gamle Queen's Theatre og fortsatte der til 1966. Queens Theatre havde været hjemsted for the Happy Gang; en gruppe af komikere, der opførte velbesøgte sketches, farcer og pantomimestykker. På den måde lå Queen's Theatres nye lejer, der fortsatte sine stykker om bondesamfund, ikke langt fra de tidligere lejere. Det er symptomatisk for Abbey Theatres ambitioner, at ingen af 1950'ernes to mest interessante irske dramatikere, Brendan Behan og Samuel Beckett, fik stykker opført der. I februar 1961 var ruinerne af Abbey Theatres gamle bygninger endelig fjernet, og planerne for en genopførelse ud fra tegninger af den irske arkitekt Michael Scott blev sat i værk. Den 3. september 1963 lagde Irlands præsident Éamon de Valera grundstenen til det nye teater, som åbnede den 18. juli 1966.

## Abbey Theatre siden 1966
Kombinationen af en ny bygning, en ny generation af dramatikere med Hugh Leonard, Brian Friel og Tom Murphy og fremgang i den irske turistindustri med Abbey Theatre (nu kendt som Irlands nationalteater) som en vigtig kulturel attraktion bidrog til igen at skubbe teateret i den rigtige retning. Det hjalp også, at teateret bidrog til Dublins teaterfestival, Dublin Theatre Festival, som blev afholdt første gang i 1957. Stykker som Friels Philadelphia Here I Come (1964), The Faith Healer (1979) og Dancing at Lughnasa (1990), Murphys Whistle in the Dark (1961) og The Gigli Concert (1983) samt Leonards Da (1973) og A Life (1980) gav Abbey Theatre en international profil, efter de blev opført i London og på Broadway. På trods af disse succeser spillede teateret dog stadig for halvfulde huse ved hundredårsjubilæumåret, 2004.
Kombinationen af en gæld i 2004 på €2.5 millioner, en reduktion af tilskuddet fra staten, en redningsplan, som involverede fyring af en tredjedel af teaterets medarbejdere samt en dårlig stemning fra en tidligere forringelse af teaters repertoire førte til krav om fyring af den kreative direktør, Ben Barnes. Den 6. september overlevede Barnes bestyrelsens afstemning om hans fyring. 
Men hans redningsplan blev lagt på hylden. Kontroverserne fortsatte få dage efter, da en e-mail, afsendt af Barnes til internationale kolleger, blev offentliggjort. I den kritiserede han sine ansatte og måtte undskylde over for bestyrelsen. Den 14. september besluttede the Arts Council of Ireland at iværksætte en uafhængig undersøgelse af, hvordan det kunne støtte teateret gennem krisen. Det blev yderligere belastet af, at teaterets bygning igen var udpeget som en sikkerhedsrisiko, og der er siden ledt efter nye lokaler. December 2004 fejrede teateret sit jubilæum med en række begivenheder som amatørteatergrupper fra forskellige steder i Irland.
Den 12. maj 2005 trådte Barnes og teaterets direktør Brian Jackson tilbage, efter der var opdaget graverende fejl i teaterets regnskaber, som resulterede i en betydelig undervurdering af underskuddet på €1.85 millioner. Den 20. august samme år godkendtes en plan, som opløste the National Theatre Society og overlod den fremtidige drift til et nyt selskab med navnet the Abbey Theatre Limited. Den beslutning blev taget, fordi den nationale forening for promovering af irsk kunst, The Arts Council of Ireland, bekendtgjorde, at den ikke ville give yderligere tilskud til teateret, før dets økonomiske krise blev løst.